# Serge Hercberg
Serge Hercberg (ur. 24 września 1951 w Paryżu) – francuski epidemiolog pracujący na Uniwersytecie Paris-Nord (Paris 13), specjalistą w dziedzinie dietetyki. Zapoczątkował program (fr. Supplémentation en vitamines et minéraux anti-oxydants, SU.VI.MAX) i przewodniczy francuskiemu programowi profilaktyki zdrowotnej (fr. Programme national nutrition santé, PNNS). Jest także szefem europejskiego programu zajmującego się badaniem wpływu odżywiania na rozwój chorób sercowo-naczyniowych (fr. facteurs de risque nutritionnels dans le domaine cardiovasculaire, EURALIM).

## Biografia
- 1979 r. uzyskuje tytuł doktora medycyny na Uniwersytecie Piotra i Marii Curie (fr. Université Pierre et Marie Curie, skrót (UPMC).
- 1986 r. uzyskuje tytuł doktora na uniwersytecie Paris-Diderot (Paris VII).
- 1986 r. habilituje się na Kansas University Medical Center.

Od 1994 r. był jednym z promotorów SU.VI.MAX. Jest prezesem francuskiego programu profilaktyki zdrowotnej (fr. Programme national nutrition santé, PNNS), jednostki wyodrębnionej z Francuskiej Agencji Bezpieczeństwa Żywnościowego (fr. Agence française de sécurité sanitaire des aliments), która od tego momentu została przemianowana na Narodową Agencję Bezpieczeństwa Żywności, Środowiska i Pracy (fr. Agence nationale de sécurité sanitaire de l'alimentation, de l'environnement et du travail) - (ANSES).
W 1997 r. otrzymał nagrodę Francuskiego Instytutu Żywienia (fr. L’Institut Français pour la Nutrition - IFN), od 2007 r. jest członkiem Rady ds. Zdrowia Publicznego (fr. Haut Conseil de la santé publique - HCSP) i od 2009 r. koordynatorem badań NutriNet-Santé, a także przewodzi kilku innym projektom zapoczątkowanych przez Francuskie Ministerstwo Zdrowia.
W odniesieniu do podatku od słodzonych napoi, który we Francji obowiązuje od 2012 r., uważa on, że podatek ten umożliwia "kierowanie konsumentów do żywności o większej wartości odżywczej".
Jego praca doprowadziła do wdrożenia we Francji uproszczonego systemu etykietowania żywności Nutri-Score. We wrześniu 2016 r. podczas wywiadu w programie telewizyjnym Cash investigation m.in. został poruszony problem zakwestionowania systemu 5-C przez francuskie lobby rolno-spożywcze. Od 2014 r. system uproszczonego etykietowania jest stosowany na stronie Open Food Facts dla wszystkich dostępnych tam produktów spożywczych z całego świata.
Przyjęty początkowo we Francji w 2017 r. system etykietowania Nutri-Score jest obecnie zalecany producentom m.in. we Francji, Belgii, Hiszpanii, jednak rozporządzeniem rady parlamentu europejskiego i rady nr 1169/2011 nie zezwala na wprowadzenie uproszczonego systemu informowania o wartości odżywczej produktów w całym obszarze UE. Jest używany przez Auchan, Fleury Michon, Intermarché i E.Leclerc (tylko na swojej stronie internetowej). Producenci Coca-Coli, Nestlé, Mars, Mondelez, Pepsico i Unilever odmówili zastosowania tego systemu.

## Publikacje
- Aspects actuels des carences en fer et en folates dans le monde, Editions de l'Institut national de la sante, 1990
- Réflexions sur le système d’information nutritionnelle coloriel 5-C, revue Les Tribunes de la santé 2015/4 (n° 49)
- Pour une politique nutritionnelle à la hauteur des enjeux de Santé Publique !, Santé Publique 2014/3 (Vol. 26)
- La nutrition : des constats aux politiques, dossier coordonné par Serge Hercberg, 2014, La Documentation française14